# كولينا (تشيلي)
كولينا (بالإسبانية: Colina, Chile)‏ هي بلدية تقع في تشيلي في Chacabuco Province. يقدر عدد سكانها بـ 77,815 نسمة ومساحتها 971.2 كم2 وترتفع عن سطح البحر 620 متر.